# زدينيك هروشكا
زدينيك هروشكا (مواليد 15 يوليو 1954) هو لاعب كرة قدم. يلعب مع منتخب تشيكوسلوفاكيا لكرة القدم. سبق له أن لعب في كأس العالم لكرة القدم مع منتخب بلاده.

## مسيرته الكروية
لعب زدينيك هروشكا خلال مسيرته الاحترافية مع 3 أندية في أربعة عشر موسمًا ولم يسجل خلالها أي هدف ضمن 161 مباراة. ولم يفز بأي موسم بالكأس وفاز في موسم واحد بالدوري.
خاض زدينيك هروشكا مسيرته مع نادي بوهيميانز 1905 في موسم 1976–77 في المرة الأولى ليلعب معه تسعة مواسم ثم في موسم 1987–88 ولمدة موسمين، مشاركًا طوالها في 119 مباراة ولم يسجل أي هدف. ثم انتقل إلى نادي سلافيا براغ في موسم 1985–86 ولمدة موسمين، حيث شارك في 30 مباراة ولم يسجل أي هدف أيضًا. لينتقل بعدها إلى Veria F.C. ‏ في موسم 1986–87 لمدة موسم واحد، مشاركًا في 12 مباراة ولم يسجل أي هدف أيضًا.

## روابط خارجية
- زدينيك هروشكا على موقع الاتحاد الدولي (مؤرشف)  (الإنجليزية)
- زدينيك هروشكا على موقع قاعدة بيانات كرة القدم.إي يو (الإنجليزية)
- زدينيك هروشكا على موقع ناشيونال فوتبول تيمز (الإنجليزية)
- زدينيك هروشكا على موقع عالم كرة القدم.نت (الإنجليزية)